# Победнице европских првенстава у атлетици на отвореном — бацање диска
Победнице Европских првенстава у атлетици у дисциплини бацања диска, која је у женској конкуренцији, први пут увршћена у програм од другогЕвропског првенства које је одржано у Паризу и Бечу 1938. године. У следећој табели су приказане победнице у овој дисциплини на Европским првенствима са њиховим резултатима који су изражени у метрима.
Највише успеха у појединачној конкуренцији имала је Сандра Перковић-Елкасевић из Хрватске са седам освојених златних медаља, док су екипно најбоље представнице Совјетског Савеза са 16 медаља (8 златних, 4 сребрне и 4 бронзане).
| Европско првенство      |                                     | Резултат     |                                     | Резултат |                                      | Резултат |
| Париз/Беч 1938. детаљи  | Гизела Мауермајер Немачка           | 44,80 РЕП    | Хилдегард Зомер Немачка             | 40,95    | Паула Моленхауер Немачка             | 39,81    |
| Осло 1946. детаљи       | Нина Думбадзе · Совјетски Савез     | 44,52        | Анс Нисинк · Холандија              | 40,46    | Јадвига Вајс · Пољска                | 39,37    |
| Брисел 1950. детаљи     | Нина Думбадзе · Совјетски Савез     | 48,03 РЕП    | Рима Шумскаја · Совјетски Савез     | 42,25    | Едера Кордијале · Италија            | 41,57    |
| Берн 1954. детаљи       | Нина Пономарјова · Совјетски Савез  | 48,02        | Ирина Бегљакова · Совјетски Савез   | 45,79    | Галина Зибина · Совјетски Савез      | 44,77    |
| Стокхолм 1958. детаљи   | Тамара Прес · Совјетски Савез       | 52,32 РЕП    | Штепанка Мертова · Чехословачка     | 52,19    | Кримхилд Хаусман · Западна Немачка   | 50,99    |
| Београд 1962. детаљи    | Тамара Прес · Совјетски Савез       | 56,91 РЕП    | Дорис Милер · Источна Немачка       | 53,60    | Јолан Контсек · Мађарска             | 52,82    |
| Будимпешта 1966. детаљи | Кристине Шпилберг · Источна Немачка | 57,76 РЕП    | Лизел Вестерман · Западна Немачка   | 57,38    | Анита Хенчел · Источна Немачка       | 56,80    |
| Атина 1969. детаљи      | Тамара Данилова · Совјетски Савез   | 59,28 РЕП    | Људмила Муравјова · Совјетски Савез | 59,24    | Карин Илген · Источна Немачка        | 58,66    |
| Хелсинки 1971. детаљи   | Фаина Мелник · Совјетски Савез      | 64,22 СР РЕП | Лизел Вестерман · Западна Немачка   | 61,68    | Људмила Муравјова · Совјетски Савез  | 59,48    |
| Рим 1974. детаљи        | Фаина Мелник · Совјетски Савез      | 69,00 РЕП    | Аргентина Менис · Румунија          | 64,62    | Габриеле Хинцман · Источна Немачка   | 62,50    |
| Праг 1978. детаљи       | Евеин Јал · Источна Немачка         | 66,98        | Маргита Дрезе · Источна Немачка     | 64,04    | Наталија Горбачова · Совјетски Савез | 63,58    |
| Атина 1982. детаљи      | Цветанка Христова · Бугарска        | 68,34        | Марија Петкова · Бугарска           | 67,94    | Галина Јермакова · Совјетски Савез   | 67,82    |
| Штутгарт 1986. детаљи   | Дијана Захзе · Источна Немачка      | 71,36 РЕП    | Цветанка Христова · Бугарска        | 69,52    | Мартина Хелман · Источна Немачка     | 68,26    |
| Сплит 1990. детаљи      | Илке Вилуда · Источна Немачка       | 68,46        | Олга Бурова · Совјетски Савез       | 66,72    | Мартина Хелман · Источна Немачка     | 66,66    |
| Хелсинки 1994. детаљи   | Илке Вилуда Немачка                 | 68,72        | Елина Зверева Белорусија            | 64,46    | Мете Бергман Норвешка                | 64,34    |
| Будимпешта 1998. детаљи | Франка Дич Немачка                  | 67,49        | Наталија Садова Русија              | 66,94    | Николета Грасу Румунија              | 65,94    |
| Минхен 2002. детаљи     | Екатерини Воголи Грчка              | 64,31        | Наталија Садова Русија              | 64,12    | Анастасија Келесиду Грчка            | 63,92    |
| Гетеборг 2006. детаљи   | Дарија Пишчалникова Русија          | 65,55        | Франка Дич Немачка                  | 64,35    | Николета Грасу Румунија              | 63,58    |
| Барселона 2010. детаљи  | Сандра Перковић Хрватска            | 64,67        | Николета Грасу Румунија             | 63,48    | Јоана Вишњевска Пољска               | 62,37    |
| Хелсинки 2012. детаљи   | Сандра Перковић Хрватска            | 67,62        | Надин Милер Немачка                 | 65,41    | Наталија Семјонова Украјина          | 62,91    |
| Цирих 2014. детаљи      | Сандра Перковић Хрватска            | 71,08        | Мелина Робер-Мишон Француска        | 65,33    | Шанис Крафт Немачка                  | 64,33    |
| Амстердам 2016. детаљи  | Сандра Перковић Хрватска            | 69,97        | Јулија Фишер Немачка                | 65,77    | Шанис Крафт Немачка                  | 63,89    |
| Берлин 2018. детаљи     | Сандра Перковић Хрватска            | 67,62        | Надин Милер Немачка                 | 63,00    | Шанис Крафт Немачка                  | 62,46    |
| Минхен 2022. детаљи     | Сандра Перковић Хрватска            | 67,95        | Кристин Пруденц Немачка             | 67,87    | Јоринде ван Клинкен Холандија        | 65,20    |
| Рим 2024. детаљи        | Сандра Елкасевић Хрватска           | 67,04        | Јоринде ван Клинкен Холандија       | 65,99    | Лилијана Са Португалија              | 64,53    |
| Бирмингем 2026.         |                                     |              |                                     |          |                                      |          |

## Биланс медаља у бацању диска за жене на Европским првенствима у атлетици на отвореном
стање после ЕП 2024.
|     | Земља            |    |    |    |    |
| --- | ---------------- | -- | -- | -- | -- |
| 1.  | Совјетски Савез  | 8  | 4  | 4  | 16 |
| 2.  | Хрватска         | 7  | 0  | 0  | 7  |
| 3.  | Источна Немачка  | 4  | 2  | 5  | 11 |
| 4.  | Немачка          | 3  | 6  | 4  | 13 |
| 5.  | Бугарска         | 1  | 2  | 0  | 3  |
| 5.  | Русија           | 1  | 2  | 0  | 3  |
| 7.  | Грчка            | 1  | 0  | 1  | 2  |
| 8.  | \| Румунија      | 0  | 2  | 2  | 4  |
| 9.  | Холандија        | 0  | 2  | 1  | 3  |
| 9.  | Западна Немачка  | 0  | 2  | 1  | 3  |
| 11. | Чехословачка     | 0  | 1  | 0  | 1  |
| 11. | Белорусија       | 0  | 1  | 0  | 1  |
| 11. | Француска        | 0  | 1  | 0  | 1  |
| 14. | Пољска           | 0  | 0  | 2  | 2  |
| 15. | Италија          | 0  | 0  | 1  | 1  |
| 15. | Мађарска         | 0  | 0  | 1  | 1  |
| 15. | Украјина         | 0  | 0  | 1  | 1  |
| 15. | Норвешка         | 0  | 0  | 1  | 1  |
| 15. | Португалија      | 0  | 0  | 1  | 1  |
|     | Укупно 19 земаља | 25 | 25 | 25 | 75 |